# القلة (السياني)

تعديل مصدري - تعديل

القلة محلة تابعة لقرية العموقين، التابعة لعزلة الهادس بمديرية السياني إحدى مديريات محافظة إب في الجمهورية اليمنية.، بلغ تعداد سكانها 134 حسب تعداد اليمن لعام 2004.